# Liège-Bastogne-Liège 1971
La 57e édition de Liège-Bastogne-Liège a eu lieu le 25 avril 1971 et a été remportée au sprint par le Belge Eddy Merckx. C'est la deuxième victoire de Merckx à la Doyenne

## Récit
Cette 57e édition de la « doyenne des classiques » s'est courue dans des conditions épouvantables, sous la neige et le froid. Eddy Merckx remporte ici l'une des plus difficiles victoires de sa carrière. Alors qu’il a attaqué à 92 kilomètres de l’arrivée et compté jusqu’à 4 min 35 s sur le second, il fut victime d’un coup de fatigue et rejoint par son compatriote Georges Pintens à 5 km de l'arrivée. Arrivant ensemble au Stade Vélodrome de Rocourt, Pintens pénètre le premier sur la piste liégeoise mais Eddy Merckx le remonte dans le dernier hectomètre et s'impose facilement.

## Classement
| #   | Coureur            | Équipe   |    | Temps      |
| --- | ------------------ | -------- | -- | ---------- |
| 1.  | Eddy Merckx        | Belgique | en | 6 h 57 min |
| 2.  | Georges Pintens    | Belgique | -  | mt         |
| 3.  | Frans Verbeeck     | Belgique |    | 4 min 51 s |
| 4.  | Gilbert Bellone    | France   |    | mt         |
| 5.  | Antoine Houbrechts | Belgique |    | mt         |
| 6.  | Ferdinand Bracke   | Belgique |    | 5 min 51 s |
| 7.  | Joseph Bruyère     | France   |    | mt         |
| 8.  | Raymond Delisle    | France   |    | 6 min 45 s |
| 9.  | Felice Gimondi     | Italie   |    | 6 min 54 s |
| 10. | Attilio Benfatto   | Italie   |    | mt         |